# 布莉安娜·威廉姆斯
布莉安娜·威廉姆斯（英語：Briana Williams，2002年3月21日—），牙買加田徑運動員，她代表牙買加隊參加了日本舉行的2020年夏季奧林匹克運動會，並且在女子4×100米接力比賽上獲得金牌。